# Manuel Pascual
Manuel Pascual Soler es un ex ciclista profesional español. Nació en Lorca (Murcia) el 20 de octubre de 1969. Fue profesional entre 1992 y 1995.
Pasó al campo profesional y siempre estuvo ligado al equipo Artiach. Su labor era la de gregario de los diferentes jefes de filas que tuvo.

## Palmarés
1989
- Vuelta ciclista a Cartagena

## Equipos
- Artiach (1992-1995)